# 薛植
薛植（?—?），字子立，永嘉（今鹿城區）人。

## 生平
精於楷書，得薛漢意旨，師法歐陽詢。陶宗儀《書史會要》稱：“植思致淵富，精於楷書，一點畫不苟，殊有率更體格。”傳世作品有《致云林征君尺牍》。

## 家族
父薛漢，溫州人。